# FINA Water Polo World League 2004 (maschile)
La 3ª edizione della World League di pallanuoto maschile è stata disputata tra l'11 giugno ed il 18 luglio 2004.
La formula del torneo è stata la stessa dell'edizione precedente, l'unica differenza è stata che il turno di qualificazione si è disputato attraverso tre concentramenti.

La Super Final si è svolta per il secondo anno consecutivo negli Stati Uniti, questa volta a Long Beach.

## Turno di qualificazione
- 11 giugno - 11 luglio

### Gruppo A
|    | Squadra | Pti | G  | V  | N | P  | GF  | GS  | Diff |
| -- | ------- | --- | -- | -- | - | -- | --- | --- | ---- |
| 1. | Italia  | 32  | 12 | 10 | 0 | 2  | 122 | 84  | +38  |
| 2. | Grecia  | 26  | 12 | 7  | 0 | 5  | 132 | 107 | +25  |
| 3. | Spagna  | 26  | 12 | 7  | 0 | 5  | 109 | 93  | +16  |
| 4. | Brasile | 12  | 12 | 0  | 0 | 12 | 65  | 144 | -79  |

### Gruppo B
|    | Squadra             | Pti | G  | V | N | P  | GF  | GS  | Diff |
| -- | ------------------- | --- | -- | - | - | -- | --- | --- | ---- |
| 1. | Ungheria            | 30  | 12 | 9 | 0 | 3  | 128 | 101 | +27  |
| 2. | Serbia e Montenegro | 28  | 12 | 8 | 0 | 4  | 138 | 108 | +30  |
| 3. | Stati Uniti         | 22  | 12 | 5 | 0 | 7  | 113 | 121 | -8   |
| 4. | Australia           | 16  | 12 | 2 | 0 | 10 | 99  | 148 | -49  |

## Super Final

### Tabellone
|  | Quarti di finale      | Quarti di finale    |                     |        | Semifinali                | Semifinali                |  |  | Finale | Finale |
|  |                       |                     |                     |        |                           |                           |  |  |        |        |
|  |                       |                     |                     |        |                           |                           |  |  |        |        |
|  |                       |                     |                     |        |                           |                           |  |  |        |        |
|  | Italia                | -                   |                     |        |                           |                           |  |  |        |        |
|  | Italia                | -                   |                     |        |                           |                           |  |  |        |        |
|  | ammessa in semifinale | -                   |                     |        |                           |                           |  |  |        |        |
|  | ammessa in semifinale | -                   | Italia              | 7      |                           |                           |  |  |        |        |
|  |                       |                     | Italia              | 7      |                           |                           |  |  |        |        |
|  |                       | Serbia e Montenegro | 10                  |        |                           |                           |  |  |        |        |
|  | Serbia e Montenegro   | Serbia e Montenegro | 10                  | 7      |                           |                           |  |  |        |        |
|  | Serbia e Montenegro   |                     |                     | 7      |                           |                           |  |  |        |        |
|  | Spagna                | 5                   |                     |        |                           |                           |  |  |        |        |
|  | Spagna                | 5                   | Serbia e Montenegro | 8      |                           |                           |  |  |        |        |
|  |                       |                     | Serbia e Montenegro | 8      |                           |                           |  |  |        |        |
|  |                       | Ungheria            | 12                  |        |                           |                           |  |  |        |        |
|  | Ungheria              | Ungheria            | 12                  | -      |                           |                           |  |  |        |        |
|  | Ungheria              |                     |                     | -      |                           |                           |  |  |        |        |
|  | ammessa in semifinale | -                   |                     |        |                           |                           |  |  |        |        |
|  | ammessa in semifinale | -                   | Ungheria            | 10     | Finale per il terzo posto | Finale per il terzo posto |  |  |        |        |
|  |                       |                     | Ungheria            | 10     | Finale per il terzo posto | Finale per il terzo posto |  |  |        |        |
|  |                       | Grecia              | 5                   |        |                           |                           |  |  |        |        |
|  | Grecia                | Grecia              | 5                   | 13     | Italia                    | 9                         |  |  |        |        |
|  | Grecia                |                     |                     | 13     | Italia                    | 9                         |  |  |        |        |
|  | Stati Uniti           | 12                  |                     | Grecia | 12                        |                           |  |  |        |        |
|  | Stati Uniti           | 12                  |                     |        | 12                        |                           |  |  |        |        |
|  |                       |                     |                     |        |                           |                           |  |  |        |        |
|  |                       |                     |                     |        |                           |                           |  |  |        |        |

### Quarti di finale
- 16 luglio

| Serbia e Montenegro | 7 - 5   | Spagna      |
| Grecia              | 13 - 12 | Stati Uniti |

### Semifinali
- 17 luglio

| Italia   | 7 - 10 | Serbia e Montenegro |
| Ungheria | 10 - 5 | Grecia              |

### Finali

#### 5º posto
- 17 luglio

| Spagna | 11 - 10 | Stati Uniti |

#### 3º posto
- 18 luglio

| Italia | 9 - 12 | Grecia |

#### 1º posto
- 18 luglio

| Serbia e Montenegro | 8 - 12 | Ungheria |

## Classifica finale
| Pos. | Squadra             |
| ---- | ------------------- |
|      | Ungheria            |
|      | Serbia e Montenegro |
|      | Grecia              |
| 4    | Italia              |
| 5    | Spagna              |
| 6    | Stati Uniti         |

## Classifica marcatori
|  | Gol | Marcatore           | Squadra             |
|  | --- | ------------------- | ------------------- |
|  | 55  | Aleksandar Šapić    | Serbia e Montenegro |
|  | 30  | Tony Azevedo        | Stati Uniti         |
|  | 27  | Chrīstos Afroudakīs | Grecia              |
|  |     | Péter Biros         | Ungheria            |
|  | 25  | Gergely Kiss        | Ungheria            |
|  | 24  | Stefanos Santa      | Grecia              |
|  | 21  | Pietro Figlioli     | Australia           |